# 구와바라 시세이
구와바라 시세이(일본어: 桑原史成, 1936년~)는 일본의 보도사진가이다.
시마네현 가노아시군 쓰와노정에서 태어났다. 1960년 도쿄 농업대학 및 도쿄 종합 사진 전문 학교를 졸업한 후 미나마타병을 시작으로 현재까지 일본, 한국, 캄보디아, 베트남, 러시아, 북한 등을 취재하여 왔다.
개인전인 미나마타병(1962년)으로 일본사진비평가협회 신인상을, "한국"이라는 사진전으로 구담사(고단샤, 講談社)사진상을, 1970년에는 일본사진협회 년도상을, "문서 2인전"(ドキュメント二人展)라는 전시로 1982년에 이나노부오상(伊奈信男賞)을 수상했다. 2014년 사진전 "부지화해(不知火海)" 및 사진집 "미나마타 사건"으로 토문권상(土門拳賞)을 수상했다.

## 약력
- 1936년 - 시마네현 가노 아시 군 쓰와노초에서 출생.
- 1955년 - 시마네 현립 쓰와노 고등학교 졸업
- 1960년 - 동경농업대학 졸업
- 1962년 - 일본사진가협회신인상을 수상. 개인전으로 미나마타병을 전시했다.個展「水俣病」に対して。
- 1965년 - 구담사에서 사진상을 수상. 사진전 「한국」이 일본의 '주간 아사히'에 실림.
- 1971년 - 일본사진협회 년도상을 수상. 사진집 「미나마타병 1960 ~ 1970」
- 1982년 - 이나노부오상(伊奈信男賞)을 수상.
- 2014년 - 일본의 토문봉상(土門拳賞)을 수상.
- 현재 일본사진가협회상무이사

## 주요 사진전
- 1962년 - 개인전「미나마타水俣病」후지포토 샬롱, 도쿄
- 1966년 - 개인전 「한국민족분단의 비극」후지포토 샬롱, 도쿄
- 1979년 - 개인전 「베트남」긴자(銀座)니콘샬롱, 도쿄
- 1982년 - 「다큐멘트 미나마타병、한국 베트남」긴자(銀座)・신주쿠・오사카 니콘샬롱
- 1989년 - 개인전「한국 격동의 사반세기」조선일보 미술관, 서울
- 1994년 - 개인전 「병든 대국・러시아」긴자(銀座) 니콘샬롱・도쿄・오사카
- 2013년 - 「구와바라 시세이의 한국 - 두 명의 박씨 격동의 50년」구와바라 시세이 - 격동의 한국
- 2013년 - 「구와바라 시세이 - 격동의 한국 」서울

## 주요 저작
- 미나마타 사건(한국어)
- 분단원점(한국어)
- 내가 바라본 격동의 한국(한국어)
- 촬영금지(한국어)